# مدل قطره مایعی هسته
مدل قطره مایعی هسته (به انگلیسی liquid-drop model) یکی از مدل‌های توصیف هستهٔ اتم است. در این مدل هسته مانند یک قطرهٔ مایع در نظر گرفته می‌شود که مولکول‌های سازندهٔ آن نوکلئون‌ها (نوترون‌ها و پروتون‌ها) هستند. جاذبهٔ نیروی هسته‌ای قوی بین نوکلئون‌هایی که در سطح هسته قرار دارند و نوکلئون‌های درون هسته، باعث حفظ تمامیت هسته می‌شود. این پدیده مانند ویژگی کشش سطحی در یک قطرهٔ مایع است. طبق این مدل نوکلئون‌های درون هسته مانند مولکول‌ها درون یک قطرهٔ مایع در حرکت کاتوره‌ای دائمی هستند. بُرد نیروهای بین نوکلئون‌ها کوتاه است. مانند مولکول‌های یک قطرهٔ مایع که با نیروهای کوتاه‌بُرد به هم پیوسته‌اند. این مدل، فرار ذره‌های آلفا از سطح هسته را نیز به تبخیر مولکول‌ها از سطح یک قطره تشیبه می‌کند. هرچند که سازوکار این دو پدیده کاملاً متفاوت است.
این مدل نخستین بار توسط جورج گاموف در ۱۹۲۹ ارائه شد و در ۱۹۳۹ نیلز بور و جان ویلر با استفاده از آن پدیدهٔ شکافت هسته‌ای را تشریح کردند.
مدل قطره مایعی در توجیه برخی پدیده‌ها مانند شکافت هسته یا محاسبهٔ انرژی بستگی هسته موفق است. اما برای برخی پدیده‌های دیگر مانند پایداری استثنائی بعضی هسته‌ها با عددهای اتمی و جرمی خاص، پاسخی ندارد؛ بنابراین مدل‌های دیگری مانند مدل پوسته‌ای هسته و مدل وحدت یافتهٔ هسته برای توجیه این پدیده‌ها ابداع شدند.

## مدل قطره مایعی و پدیدهٔ شکافت هسته

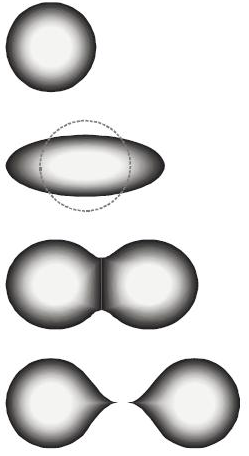
پدیدهٔ شکافت هسته از دید مدل قطره مایعی

مدل قطره مایعی در تشریح واکنش‌های هسته‌ای موفق بوده‌است و به‌ویژه فرایند شکافت را به خوبی توجیه می‌کند. هنگامی که هستهٔ اورانیم-۲۳۵ با نوترون‌های کُندشده بمباران می‌شود، می‌تواند یک نوترون گیراندازی کند و به اورانیم-۲۳۸ برانگیخته تبدیل شود. انرژی برانگیختگی این هسته در حدود چند میلیون الکترون‌ولت است. نیلز بور و جان ویلر نشان دادند که این هستهٔ برانگیخته مانند قطرهٔ آبی که با گرفتن انرژی مکانیکی برانگیخته شده‌است عمل می‌کند. به این صورت که هسته تغییر شکل داده و به صورت یک دمبل درمی‌آید که دو بخش حجیم آن خارج از برد نیروی هسته‌ای قوی قرار می‌گیرند. اما فاصله‌شان در برد نیروها دافعهٔ الکترواستاتیکی بین پروتون‌ها قرار دارد. در چنین وضعی نیروهای دافعهٔ الکترواستاتیکی بر نیروهای جاذبهٔ هسته‌ای غلبه می‌کنند و باعث شکافتن هسته و تبدیل آن به دو پارهٔ تقریباً برابر و گسیل چند نوترون می‌شوند.
مدل قطره مایعی می‌تواند انرژی مورد نیاز برای شکافت هسته‌های مختلف را پیش‌بینی کند. برای شکافت به مقدار حداقلی از انرژی نیاز است که بتواند هسته را چنان تغییر شکل بدهد که نیروهای دافعهٔ الکترواستاتیکی بر نیروهای جاذبهٔ هسته‌ای قوی غلبه کنند. این مقدار انرژی را «انرژی فعالسازی» می‌نامند. انرژی فعالسازی را می‌توان به کمک مبانی ریاضی مدل قره مایعی حساب کرد. این محاسبات به درستی پیشگویی می‌کنند که بمباران اورانیم-۲۳۵ با نوترون‌های کُند، انرژی فعالسازی لازم برای شکافت را به آن منتقل می‌کند در صورتی که برای القای شکافت در اورانیم-۲۳۸ به نوترون‌هایی نیاز است که انرژی‌شان حداقل ۰٫۹ مگاالکترون‌ولت باشد.

## مدل قطره مایعی و محاسبهٔ انرژی بستگی هسته
انرژی بستگی هسته مقدار انرژی لازم برای تجزیهٔ یک هسته به نوکلئون‌های سازندهٔ آن است. با استفاده از مدل قطره مایعی هسته می‌توان مقدار این انرژی را بر حسب عدد جرمی (A) و عدد اتمی (Z) هسته حساب کرد. با در نظر گرفتن هستهٔ اتم به صورت قطره‌ای از مایع که نوترون‌ها و پروتون‌ها نقش مولکول‌های آن را دارند، پنج اثر خاص بین نوکلئون‌های درون هسته وجود خواهد داشت که عبارتند از:
1. اثر ربایشیِ نیروی هسته‌ای قوی بین نوکلئون‌های مجاور یکدیگر (انرژی حجمی).
2. اثر نوکلئون‌هایی که در سطح هسته قرار دارند. این‌ها فقط با نوکلئون‌های درونی برهم‌کنش دارند و در نتیجه انرژی بستگی آن‌ها نسبت به نوکلئون‌های داخلی کمتر است (انرژی سطحی).
3. اثر رانشیِ نیروی دافعهٔ کولنی بین پروتون‌ها که باعث تضعیف انرژی بستگی کل می‌شود (انرژی دافعه کولنی).
4. اثر عدم تقارن تعداد نوکلئون‌ها. چرا که در هسته‌هایی که N نوترون و Z پروتون دارند، حداکثر انرژی بستگی زمانی حاصل می‌شود که تعداد نوترون‌ها و پروتون‌ها با هم برابر باشد N=Z. در غیر این صورت هسته انرژی بستگی کمتری خواهد داشت (انرژی عدم تقارن).
5. اثر جفت شدگی نوکلئون‌ها در هسته. این اثر در هسته‌هایی که تعداد نوترون‌ها و پروتون‌ها زوج-زوج است باعث افزایش و در هسته‌های فرد-فرد باعث کاهش انرژی بستگی می‌شود. برای هسته‌هایی با عدد جرمی فرد، انرژی جفت شدگی صفر است (انرژی جفت شدگی).

با محاسبه این اثرها، فیزیکدان آلمانی کارل فردریک فون وایتساکر در ۱۹۳۵ رابطه زیر را برای انرژی بستگی هسته ارائه کرد.
{\displaystyle E_{B}=a_{1}A-a_{2}A^{2/3}-a_{3}{\frac {Z(Z-1)}{A^{1/3}}}-a_{4}{\frac {(A-2Z)^{2}}{A}}+\delta (A,Z)}
این رابطه به «فرمول نیمه تجربی جرم» نیز معروف است. در این فرمول جمله اول مربوط به انرژی حجمی، جمله دوم انرژی سطحی، جمله سوم انرژی دافعهٔ کولنی، جمله چهارم انرژی عدم تقارن، و جمله پنجم نیز مربوط به جفت شدگی نوکلئون‌ها در هسته است.
در فرمول مذکور، داده‌های زیر به صورت تجربی به دست آمده‌اند:
{\displaystyle 15.56MeV}={\displaystyle a_{1}}
{\displaystyle 17.23MeV}={\displaystyle a_{2}}
{\displaystyle 0.697MeV}={\displaystyle a_{3}}
{\displaystyle 23.28MeV}={\displaystyle a_{4}}

تأثیر عوامل مختلف بر انرژی بستگی هسته در مدل قطره مایعی

{\displaystyle \pm 11.18 \over A^{1/2}} ={\displaystyle \delta (A,Z)} که در حالت زوج-زوج مثبت، در حالت فرد-فرد منفی و در حالت فرد بودن عدد جرمی، برابر صفر است.
با استفاده از این مقادیر، فرمول وایتساکر تطابق نسبتاً قابل قبولی با نتایج تجربی نشان می‌دهد.